# 대전문창초등학교
대전문창초등학교는 대한민국 대전광역시 중구 부사동에 있는 공립 초등학교이다.

## 학교 연혁
- 1955년 4월 6일 대전문창초등학교 개교
- 1995년 9월 1일 병설유치원 설립
- 2007년 3월 26일 다목적 강당, 급식실, 유치원 증축공사 준공
- 2009년 11월 25일 영어실 개관
- 2010년 2월 18일 제54회 졸업(졸업생 총 17,306명)
- 2011년 3월 1일 문창유치원 분리
- 2011년 3월 1일 14학급 편성(일반 13학급, 특수학급 1학급)
- 2012년 2월 17일 제56회 졸업식(졸업생 총 17,401명)
- 2012년 3월 1일 14학급 편성(특수학급 1학급 포함)
- 2012년 3월 1일 차영환 교장 부임
- 2013년 2월 15일 제57회 졸업(졸업생 총 17,469명)
- 2013년 3월 1일 14학급 편성(특수 학급 1학급 포함)
- 2014년 2월 21일 제58회 졸업(졸업생 총 17,514명)
- 2014년 3월 1일 13학급 편성(특수학급 1학급 포함)
- 2015년 3월 1일 13학급 편성(특수학급 1학급 포함)
- 2016년 2월 19일 제60회 졸업(졸업생 총 17,581명)
- 2016년 3월 1일 15학급 편성(특수 학급 2학급 포함)
- 2017년 2월 17일 제61회 졸업장 수여식(졸업생 총 17,607명)
- 2017년 3월 1일 14학급 편성(특수학급 2학급 포함)
- 2025년 4월 2일 개교 70주년

## 참고 자료
- 대전문창초등학교 - 한국교육학술정보원 학교알리미